# 6302 Тенґукоґен
6302 Тенґукоґен (6302 Tengukogen) — астероїд головного поясу, відкритий 2 лютого 1989 року.
Тіссеранів параметр щодо Юпітера — 3,354.
Названо на честь Тенґукоґен (яп. てんぐこうげん(天狗高原) тенґуко: ґен).